# 天龍戰警
《天龍戰警》（英語：Marked for Death）是一部1990年美國動作片，由德懷特·哈伯德·里特執導，史蒂芬·席格主演。劇情講述前美國緝毒局臥底探員約翰·哈奇（DEA Agent John Hatcher，席格飾演）返回伊利諾伊州的家鄉，卻發現這裡被牙買加販毒集團掌控，對方領袖甚至精通神秘的奧比巫術，造成哈奇家人和朋友的安危都受到了威脅。《天龍戰警》1990年10月5日在美國上映；電影被影評人多數負評，但受觀眾歡迎，全球票房達5800萬美元。

## 演員
- 史蒂芬·席格飾演美國緝毒局探員約翰·哈奇（DEA Agent John Hatcher）
- 喬安娜·帕庫拉（英语：Joanna Pacuła）飾演萊絲莉教授（Professor Leslie）
- 凱斯·大衛飾演麥斯·凱勒（Max Keller）
- 貝西·華萊士（英语：Basil Wallace）飾演「螺絲臉」（"Screwface"）
- 湯姆·萊特（英语：Tom Wright (American actor)）飾演查爾斯·馬克斯警探（Detective Charles Marks）
- 凱文·鄧恩飾演聯邦調查局探員薩爾·羅塞利（FBI Agent Sal Roselli）
- 伊麗莎白·葛瑞斯（英语：Elizabeth Gracen）飾演瑪莉莎·哈奇（Melissa Hatcher）
- 貝蒂·福特（英语：Bette Ford）飾演凱特·哈奇（Kate Hatcher）
- 丹妮爾·哈瑞斯（英语：Danielle Harris）飾演翠絲·哈奇（Tracey Hatcher）
- 艾爾·伊拉爾（英语：Al Israel）飾演提托·巴可（Tito Barco）
- 麥可·拉爾夫（英语：Michael Ralph）飾演「瘦猴」（"Monkey"）
- 丹尼·崔喬飾演赫克托（Hector）
- 彼得·傑森（英语：Peter Jason）飾演美國緝毒局副主任皮特·史通（DEA Assistant Director Pete Stone）
- 厄爾·波恩（英语：Earl Boen）飾演史丹醫生（Dr. Stein）
- 泰芮·韋格爾（英语：Teri Weigel）飾演性感女孩#2
- 吉米·克里夫（英语：Jimmy Cliff）飾演他自己

## 反響

### 票房
《天龍戰警》以首映週末票房1179萬美元在美國票房排名第一，成為席格連續第二部首映票房第一的電影，並在接下來的三週蟬聯票房冠軍。電影在美國國內總票房達4600萬美元，加上全球收入總計5800萬美元。

## 外部連結
- 互联网电影数据库（IMDb）上《天龍戰警》的资料（英文）
- 爛番茄上《天龍戰警》的資料（英文）